# Хабаровский авиационно-спасательный центр МЧС России
Федеральное государственное бюджетное учреждение «Хабаровский авиационно-спасательный центр МЧС России» — подразделение МЧС России.

## История
23 июня 1981 года, на основании директивы Генерального штаба Вооружённых Сил СССР от 25 июня 1979 г. № 123/3/00645, директивы штаба Краснознамённого Дальневосточного военного округа от 4 июля 1979 года № 32/10/0759 и приказа командующего ВВС Дальневосточного военного округа от 23 августа 1981 года № 072 на аэродроме «Гаровка-2» был сформирован 137-й отдельный вертолётный отряд (ОВО) гражданской обороны. Основой для формирования отряда стало звено вертолётов Ми-8. Эту дату, 23 июня 1981 года, решено считать Днём образования части 28611. Первым командиром части был назначен майор А. С. Панов
В соответствии с Указом Президента РФ от 18 декабря 1991 г. № 305 137-й отдельный вертолетный отряд был передан в подчинение ГК ЧС России, а в соответствии с Указом Президента Российской Федерации от 4 ноября 1992 года № 169 — в подчинение МЧС России.
Так, в 1992 году отдельный вертолётный отряд вошёл в состав Дальневосточного регионального центра МЧС России. Личный состав приступил к освоению новых технологий и задач в региональной системе РСЧС, принимая участие в ликвидации последствий чрезвычайных ситуаций.
В соответствии с приказом МЧС России от 21 октября 1999 г. № 553, 137-й отдельный вертолетный отряд в составе вертолётов Ми-8, Ми-26 и подразделений обеспечения перебазирован из аэродрома «Гаровка-2» в аэродром «Хабаровск (Центральный)».
В сентябре 2001 года на основании Директивы МЧС России от 16 июля 2001 г., № 31-22-21 137-й отдельный вертолётный отряд был переформирован в 171-ю отдельную смешанную авиационную эскадрилью (ОСАЭ), в состав которой вошли вертолеты Ми-8, Ми-26 и самолет Ан-74. Первостепенными задачами подразделения стали авиационные поисково-спасательные работы, оперативная доставка спасателей в зону чрезвычайных ситуаций, а также эвакуация пострадавших. Кроме этого, авиаторы 171-й отдельной смешанной авиационной эскадрильи обеспечивали специальные виды работ: доставка грузов, транспортировка техники и тушение пожаров.
Приказом МЧС России № 557 от 28.09.2006 года 171-я отдельная смешанная авиационная эскадрилья 01 октября 2006 года переформирована в авиационную базу (Дальневосточного регионального центра МЧС России). В её состав вошли вертолеты Ми-8 и Ми-26. В этот период личный состав авиационной части многократно принимал участие в ликвидации последствий чрезвычайных ситуаций природного и техногенного характера. Занимались спасением людей при наводнениях и землетрясениях, осуществляли разведку ледовой обстановки в зонах паводков, обеспечивали восстановительные работы в районах аварий и катастроф, осуществляли эвакуацию экипажей с терпящих бедствие судов, тушили лесные пожары, а также доставляли гуманитарные грузы для пострадавшего населения.
С 01 ноября 2010 года в целях реализации Указа Президента РФ от 23.08.2010 года № 1047 «О штатной численности военнослужащих и гражданского персонала войск гражданской обороны», Плана строительства и развития сил и средств МЧС России на 2007—2010 годы и в соответствии с Директивой МЧС России от 31.08.2010 года № 55-27-3 Авиационная база Дальневосточного регионального центра по делам гражданской обороны, чрезвычайным ситуациям и ликвидации последствий стихийных бедствий переформирована в Авиационно-спасательный центр (Дальневосточного регионального центра МЧС России)
В соответствии с Директивой МЧС России от 16.06.2011 года № 55-17-3 с 01 сентября 2011 г. изменена организационно-правовая форма войсковой части 28611 в Федеральное государственное бюджетное учреждение «Авиационно-спасательный центр Дальневосточного регионального центра МЧС России». Войсковая часть 28611 официально прекратила своё существование.
В соответствии с Распоряжением Правительства РФ от 28.04.2014 года № 701-р «О присвоении почетных наименований спасательным воинским формированиям МЧС России» федеральному государственному бюджетному учреждению «Авиационно-спасательный центр Дальневосточного регионального центра МЧС России» присвоить почетное наименование — «Хабаровский» и впредь именовать его — федеральное государственное бюджетное учреждение «Хабаровский авиационно-спасательный центр МЧС России».
На сегодняшний день, Дальневосточная авиация МЧС России — это оперативное и эффективное формирование, представляющее собой гармоничное сочетание отличной технической базы и высококвалифицированных специалистов.

## Деятельность
— авиационное обеспечение экстренного реагирования сил «чрезвычайного» ведомства при возникновении крупномасштабных аварий и катастроф природного и техногенного характера. В рамках этой задачи на место ЧС доставляются спасатели, медики, снаряжение и оборудование.
— участие авиации в поисково-спасательных работах, включающих в себя воздушную разведку местности, наведение поисково-спасательных групп на объекты поиска, десантирование спасателей, эвакуацию пострадавших из районов ЧС.
— авиационно-спасательные работы, непосредственно связанные с ликвидацией последствий чрезвычайных ситуаций. В первую очередь это относится к тушению пожаров с воздуха, причем как в России, так и за рубежом.
— в рамках международной деятельности Министерства авиация привлекается для доставки гуманитарной помощи и других жизненно важных грузов в зарубежные страны и эвакуации из «горячих точек» российских граждан и подданных стран СНГ.